# Peatón

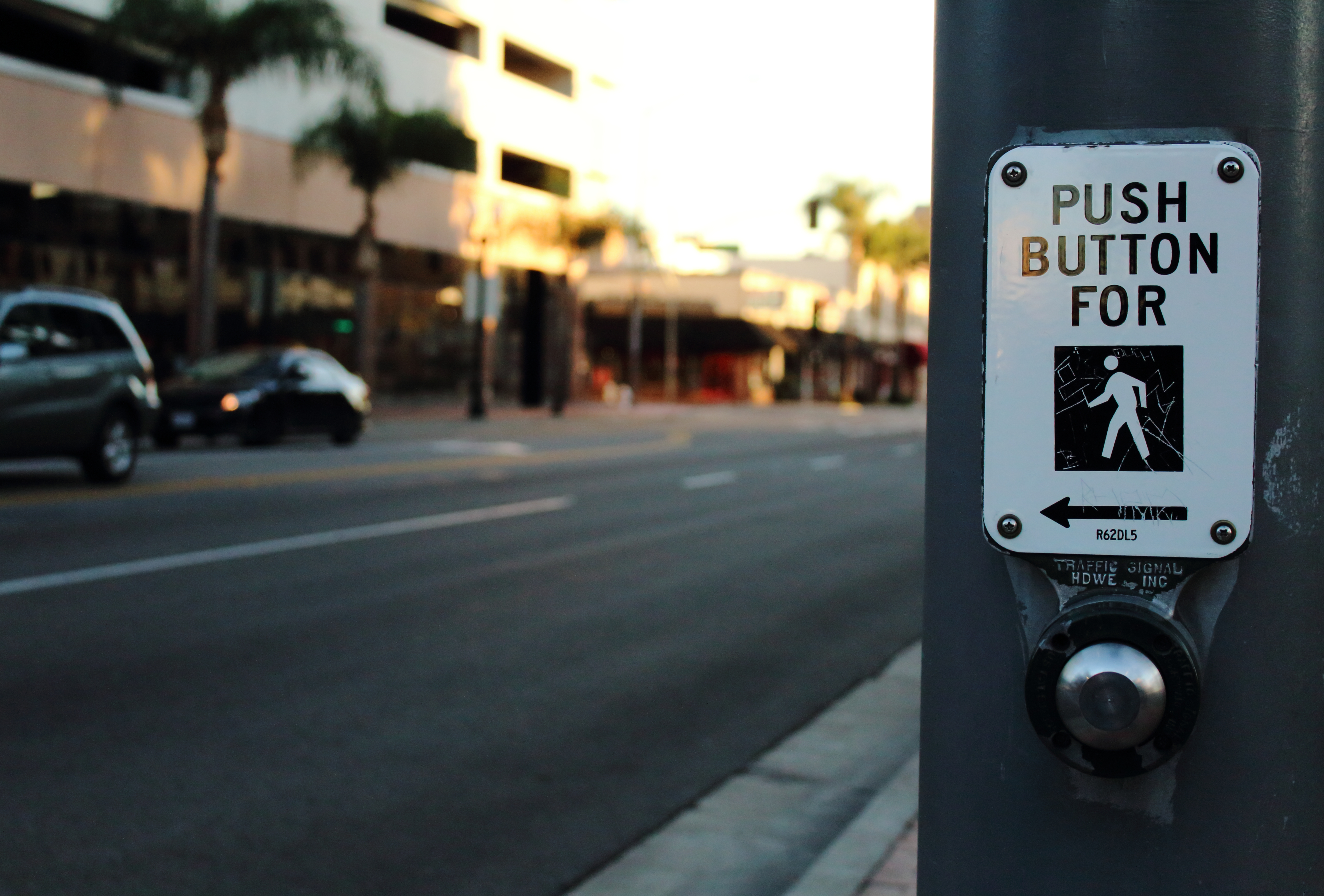
Señal peatonal en Santa Ana, California.

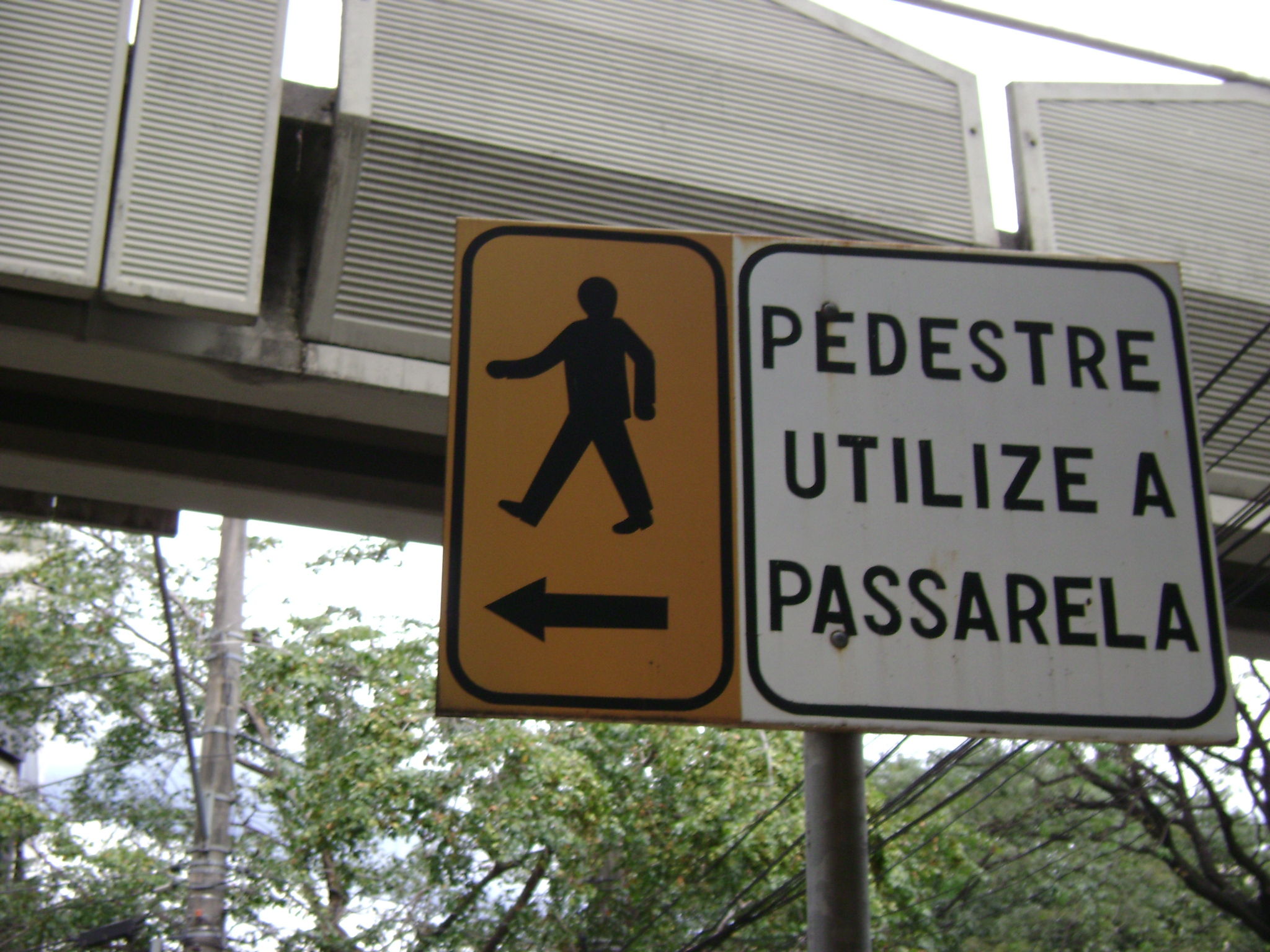
Señal en Belo Horizonte, Brasil, guiando los peatones a un puente para el cruce seguro.

El peatón es el individuo que, sin ser conductor, transita a pie por espacios públicos. Son también peatones quienes empujan o arrastran un coche de niño o de alguna persona con discapacidad o cualquier otro vehículo sin motor de pequeñas dimensiones, los que conducen a pie un ciclo o ciclomotor de dos ruedas y las personas con discapacidad que circulan al paso en silla de ruedas, con o sin motor.
En espacios cerrados no se usa este término por ser todos peatones. Así, a los usuarios de la bicicleta se les conoce como ciclistas, a los usuarios de automóviles motoristas y así sucesivamente. Dentro de los modos de transporte es el más importante porque hace parte de cualquier viaje, permitiendo el acceso a los estacionamientos y a los lugares de destino, independiente de si un trayecto se hizo en algún otro modo.

## Modo de transporte

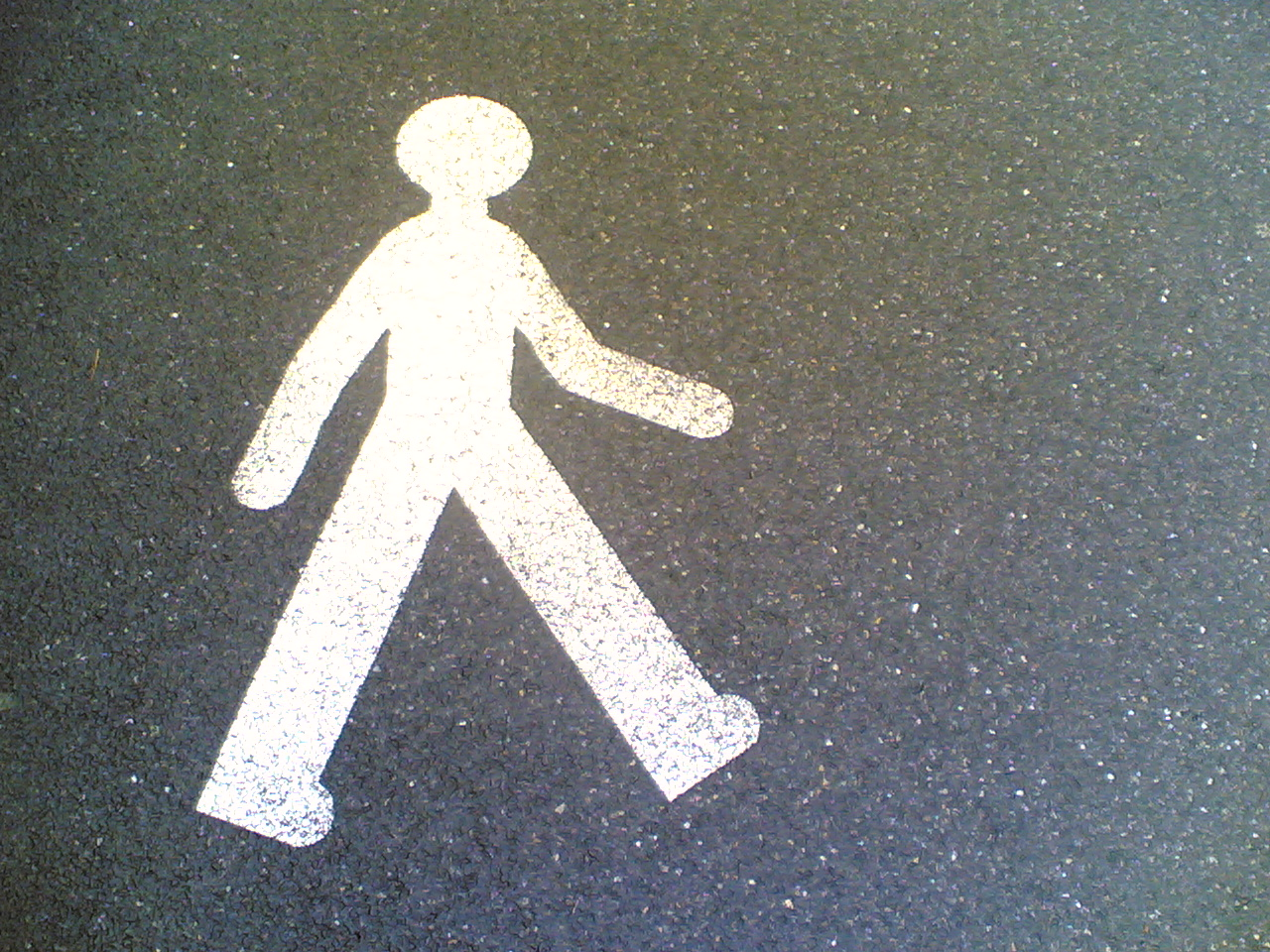
Signo urbano de un peatón en Suiza.

Dentro de los principios de transporte sostenible los viajes a pie en las ciudades son muy deseables. Estos tienen beneficios en la salud por la actividad física asociada y no generan emisiones de gases efecto invernadero.
La velocidad de un peatón oscila entre 3 y 4,5 kilómetros por hora en caminata. Trotando o corriendo, la velocidad puede ser superior a 10 km/h. Precisamente la baja velocidad de los peatones hacen que las distancias que puedan recorrerse sean muy reducidas. Otra limitación del modo es, que al no estar asociado con un vehículo, la capacidad de carga es reducida (en una bicicleta o un automóvil se pueden cargar más cosas).
Precisamente por ser sólo una posibilidad para viajes muy cortos, es frecuentemente considerado como un modo auxiliar, es decir un modo que complementa el viaje en otros modos. Especialmente para el transporte público la caminata para el acceso, las transferencias, y el egreso son un factor determinante. Se ha demostrado recientemente que tener estaciones de transporte público dentro de distancias caminables  aumenta los viajes en estos modos.

## Infraestructura

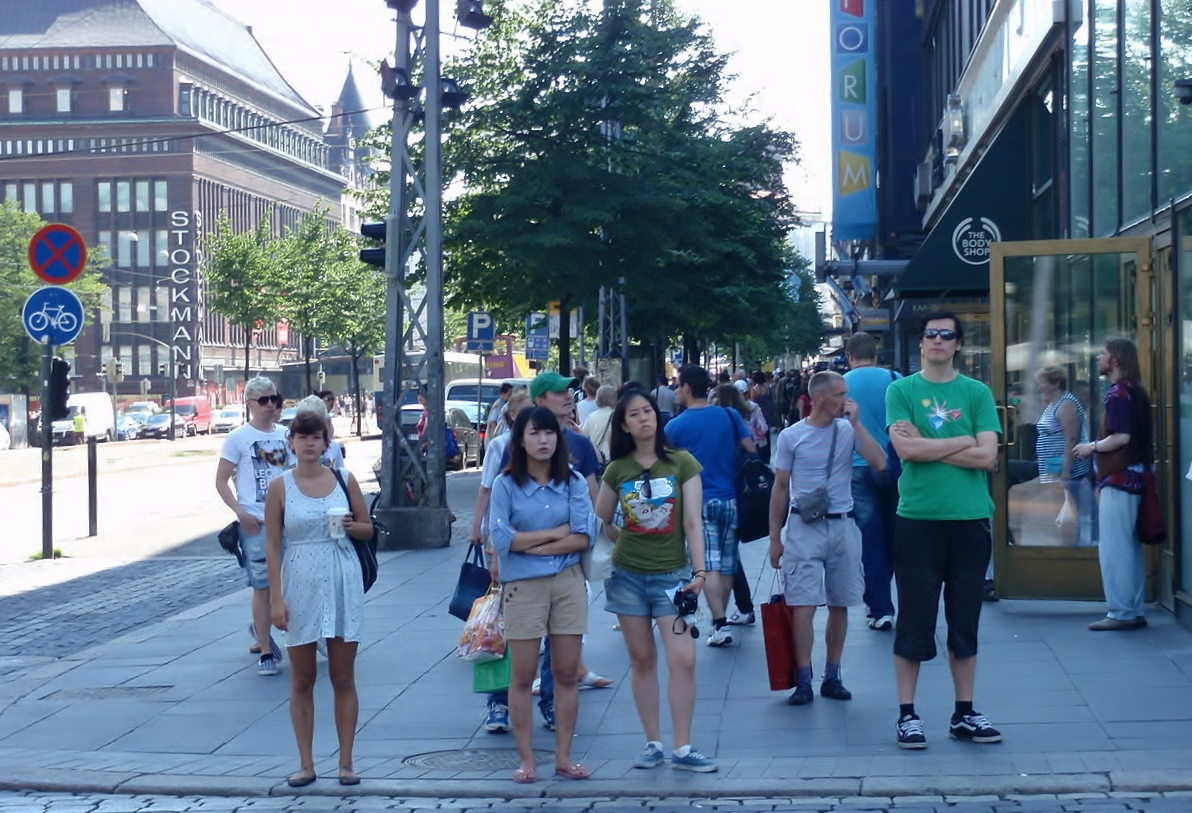
Peatones listos al otro lado de la calle junto al centro comercial Forum en Helsinki, Finlandia.

Los peatones o calles peatonales, dentro de los modos de transporte es además el más versátil. Estos pueden moverse libremente sobre las superficies. A diferencia del transporte férreo, por ejemplo, que requiere una infraestructura muy compleja para operar, los peatones requieren apenas una superficie afirmada para poder transitar. Pueden además transitar por espacios muy angostos.
Los espacios para su circulación dentro de las calles en las ciudades es la acera (conocida en otros países como banqueta, vereda o andén). También existen zonas destinadas al tráfico de peatones que no están ligadas a carreteras. Si están en zonas silvestres o montañosas, suelen llamarse senderos, y en algunos de estos los peatones comparten la vía con ciclistas y jinetes. Algunas calles son denominadas peatonales, y están reservadas para uso exclusivamente pedestre. Son más frecuentes en zonas comerciales o turísticas.
Siendo casi todos los espacios aptos para la circulación de peatones muchas ciudades se concentraron en proveer infraestructura para los automóviles, dejando unas angostas franjas sin construir a ambos lados para los peatones. Sin embargo, estos son espacios para los usuarios de sillas de ruedas manuales, eléctricas o scooter eléctricos para personas con diversidad funcional física o con dificultades de movilidad.

## Caminabilidad y problemática relacionada con los peatones

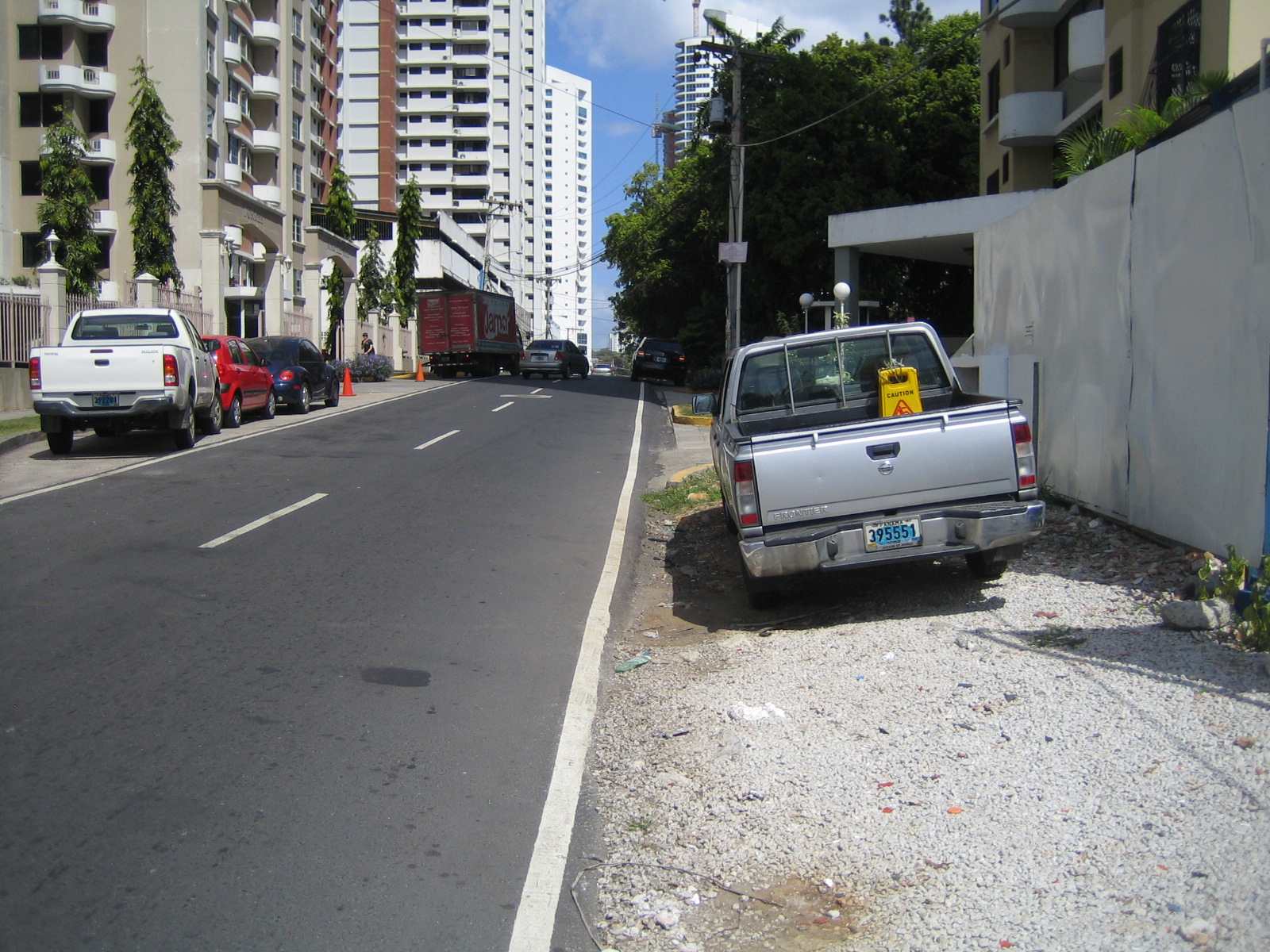
Zona residencial en la ciudad de Panamá. Ausencia de aceras.

Los peatones, hasta la aparición del automóvil, hacían uso libre de las calles. Con la Carta de Atenas de 1933 y los movimientos modernos de planificación urbana, y de transporte (como el Reporte Buchanan) se desplazaron a los peatones hacia los bordes de la vía, para permitir el flujo rápido de los automóviles. Entre más segregados estuvieran, se lograba reducir mayormente el riesgo de accidentes que surgen por la interacción entre ellos, y más rápido podían circular. Se iniciaron las construcciones de puentes y pasarelas aéreas para peatones o la implementación de autopistas urbanas de segundo piso.  Esto llevó a la degradación de los espacios urbanos, especialmente en ciudades norteamericanas.
Desde los años 90 se ha planteado la necesidad de crear ambientes urbanos de mejor calidad. Esto implicaba poder integrar el tráfico motorizado, los ciclistas y los peatones en un entorno amable, seguro y funcional. De ahí nacen los conceptos de las calle completas y de los espacios compartidos (shared-spaces)
Esto implicaba necesariamente tener vehículos circulando a velocidades bajas. Esto está relacionado también con las medidas de tráfico calmado, que forman parte de las medidas de gestión de la demanda de transporte.

### Caminabilidad

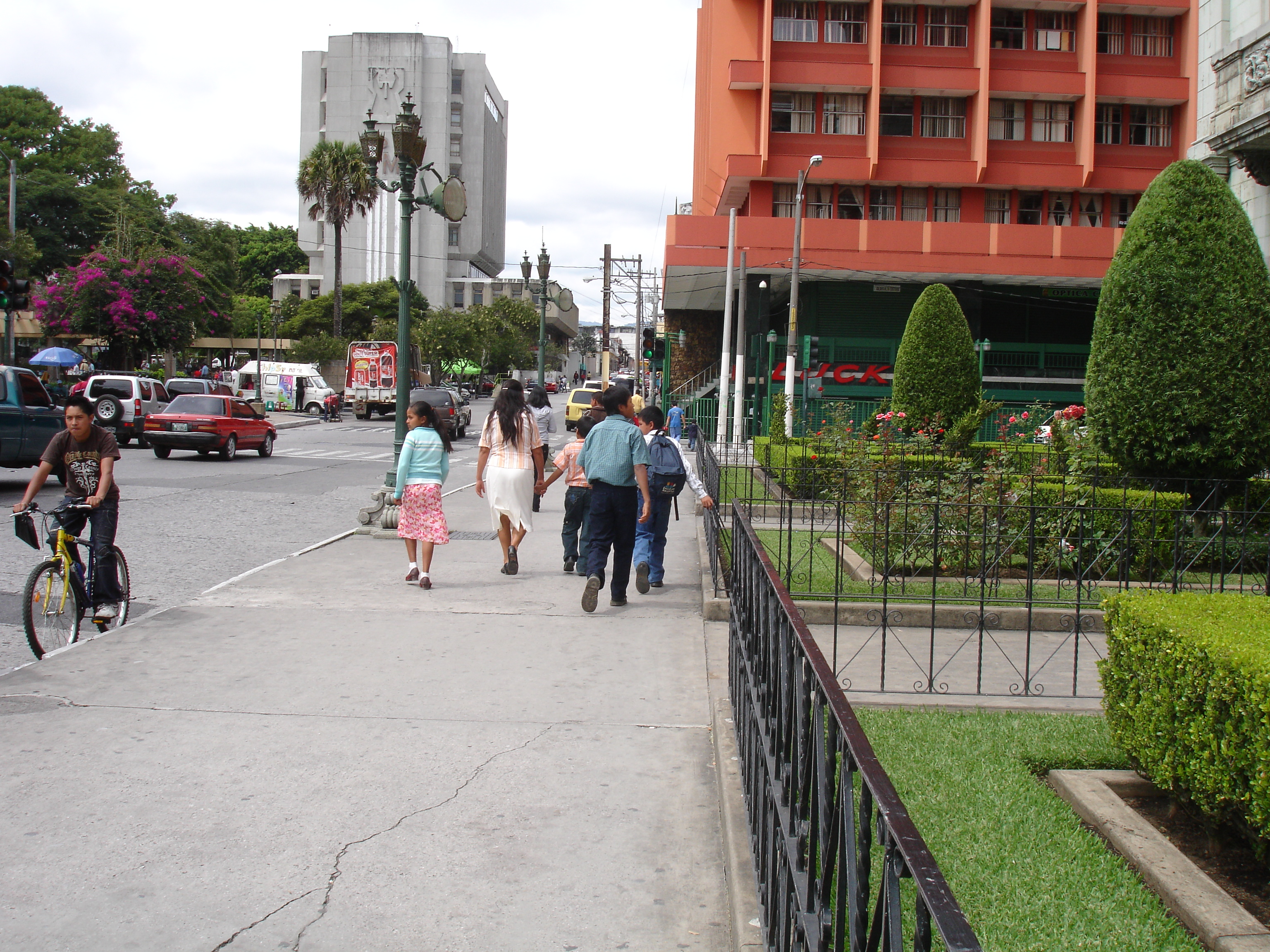
Personas caminando en una acera en la capital de Guatemala.

La caminabilidad es una medida de cuán fácil es transitar a pie una vía pública para una persona.  En un sentido urbano, es la característica que permite al peatón el desplazamiento libre de obstáculos por la calle. El caminar tiene muchas ventajas de salud, ambientales y  económicas, sin embargo, el evaluar el caminar es un reto, ya que requiere la consideración de muchos factores subjetivos. Algunos factores que influyen en la caminabilidad son la presencia o ausencia y la calidad de los senderos, veredas peatonales o cualquier otro derecho de paso, las condiciones del tránsito vehicular y la carretera, los patrones de usos urbanísticos, la accesibilidad a edificios y la seguridad. En algunas ciudades también interfieren factores como la invasión de puestos de vendedores ambulantes, mesas y sillas de restaurantes, banquetas estrechas o en mal estado, materiales de construcción, raíces de árboles, mobiliario urbano para publicidad y señalizaciones.
La caminabilidad y su combinación con el transporte público, es un concepto importante en diseño urbano sostenible. La idea de la movilidad urbana es que exista un balance entre los modos de movilidad y que todos compartan el espacio público. En el caso de la Ciudad de México, la ley señala que se otorga el derecho de preferencia a los peatones y los usuarios en el momento de transportarse o transitar por las diferentes vialidades de la ciudad, a fin de garantizar al usuario la prestación del servicio público de transporte de pasajeros y de carga con estricto apego a la normativa aplicable, y así mismo para que en las vialidades se implementen los mecanismos o infraestructura que garanticen su seguridad personal. En este sentido, las autoridades deben garantizar, mediante infraestructura e instalación de señalamientos viales, la estancia y el tránsito seguro de los usuarios y peatones en las vialidades, la posibilidad de conectarse entre medios de transporte y vialidades, mediante corredores, andenes, semáforos, puentes, pasos a nivel o a desnivel y otros dispositivos y protecciones necesarios.
El Walk Score o puntuación de caminabilidad es un índice a gran escala y de acceso público sobre qué tan amigable es un área para caminarla, asigna una puntuación numérica a cualquier dirección de los Estados Unidos, Canadá, Australia, y Nueva Zelanda. Los factores con los que se determina la puntuación de caminabilidad son presencia, ausencia y calidad de las banquetas, senderos, andadores, tránsito, condiciones del camino, accesibilidad a edificios y seguridad.

## Salud y entorno
Caminar es un ejercicio muy completo y considerado que es benéfico para la salud de las personas. Como ejercicio regular, puede prevenir la obesidad y problemas médicos relacionados. El extendido hábito de desplazarse en automóvil incluso para trayectos cortos contribuye significativamente a agravar dichos problemas de salud.
A su vez , es muy deseado así como modo de transporte por ser económico y no contaminante. Si se cambiaran viajes cortos en automóvil por viajes a pie, se podrían reducir una parte considerable de las emisiones de los vehículos de combustión, que son especialmente contaminantes en motores fríos (en los primeros kilómetros de recorrido).

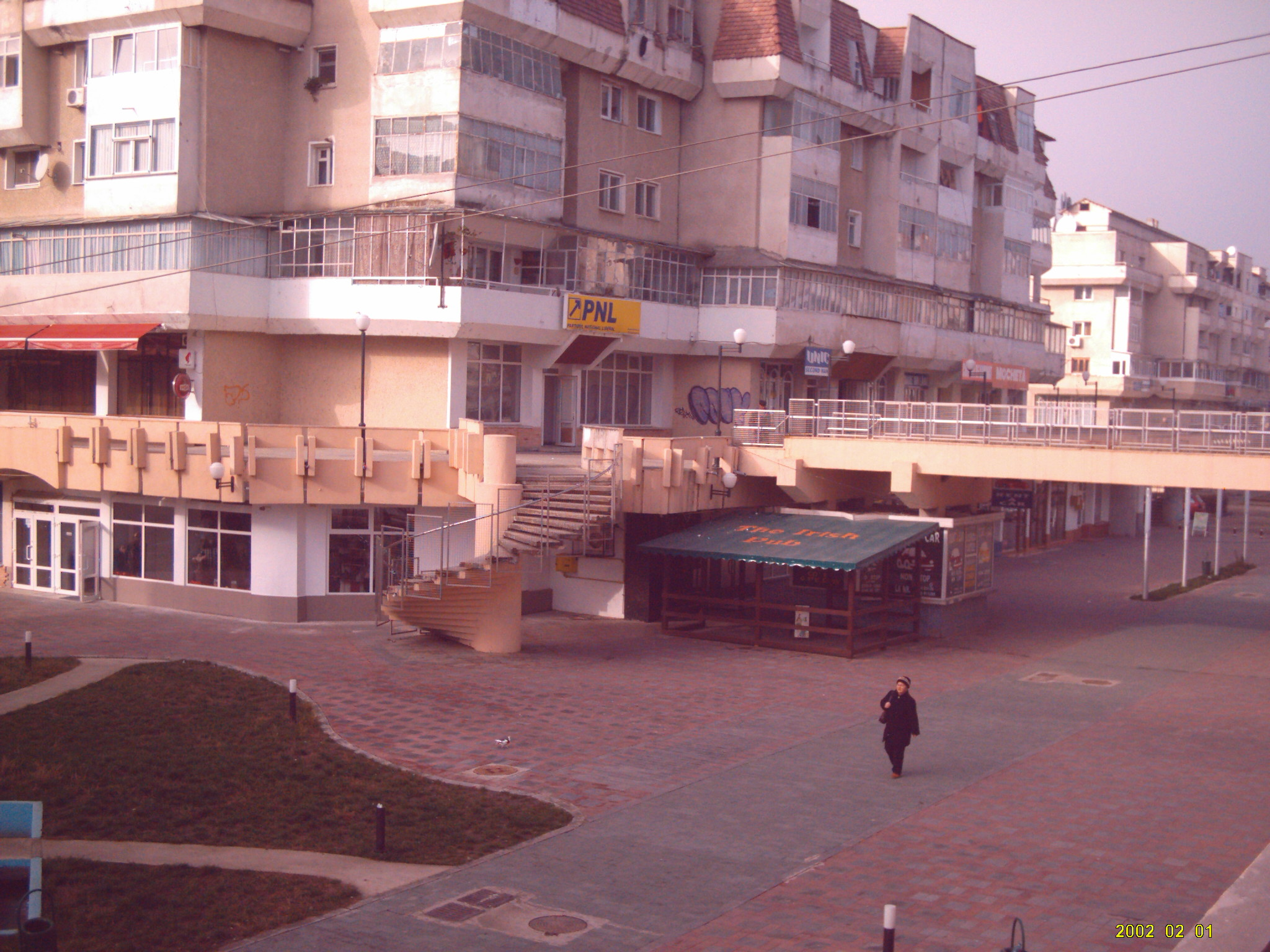
Calle peatonal en Roman, Rumania.

## Problemas de seguridad
La seguridad es una cuestión importante donde las máquinas pueden cruzar caminos peatonales. Los conductores y los peatones tienen cierta responsabilidad en mejorar la seguridad de los usuarios de la vía pública. Los accidentes de tráfico no son inevitables; son previsibles y prevenibles.  
Los principales riesgos para los peatones son bien conocidos. Entre los factores bien documentados se encuentran el comportamiento de los conductores (incluido el exceso de velocidad y la conducción bajo los efectos del alcohol); la falta de infraestructura (como aceras, pasos de peatones e islas de seguridad); así como el diseño de los vehículos que no protege a los peatones de ser atropellados. La Fundación de Investigación de Accidentes de Tráfico describe a los peatones como usuarios vulnerables de la vía pública debido a que no están protegidos como los pasajeros de los vehículos. En muchos países se está prestando más atención a los peatones en lugar de a los automóviles.  
La mayoría de las lesiones sufridas por los peatones ocurren cuando cruzan la calle. Los peatones que resultan heridos por el impacto de automóviles y otros vehículos a menudo enfrentan grandes gastos médicos, la necesidad de tratamientos adicionales, pérdidas de ingresos y una reducción de la capacidad laboral en el futuro. La mayoría de los accidentes que involucran a peatones ocurren de noche. La mayoría de los peatones mueren a causa de una colisión frontal. En tal situación, un peatón adulto es golpeado por la parte delantera del automóvil (por ejemplo, el parachoques toca la pierna o la rodilla), la parte inferior del cuerpo se acelera hacia adelante, mientras que "la parte superior del cuerpo gira y se acelera en relación con el automóvil", y en ese momento, el impacto ocurre en la pelvis y el tórax. Luego, la cabeza golpea el parabrisas a la velocidad del automóvil en movimiento. Finalmente, la víctima cae al suelo.

## Otros usos
La palabra «pedestre» se usa también como metáfora de algo poco imaginativo, u ordinario. Esto se debe al contraste de la figura del peatón con la del jinete, y las tradicionales implicaciones sociales de dicha diferencia.